# De bron van El Razar
De bron van El Razar is het 103e stripverhaal van Jommeke. De reeks wordt getekend door striptekenaar Jef Nys.

## Verhaal
Op een dag krijgt Jommeke een brief die afkomstig is van Egypte. De brief staat vol geheimzinnige tekens waardoor hij besluit de brief aan Professor Gobelijn voor te leggen. De professor slaagt erin de tekens te ontcijferen en leest iets over een zaadje en de bron van de oase El Razar. Aangetrokken door nieuwsgierigheid besluit Jommeke samen met Flip en Filiberke op zoek te gaan naar die oase. Die blijkt uiteindelijk niet meer te bestaan, het enige wat er nog is zijn restanten van de oase die bijna volledig onder het zand bedolven zijn. Toch laat Jommeke zich niet ontmoedigen en begint te graven. Het loont, want na enkele uren vinden ze een waterbron. Het water van de bron blijkt heel belangrijk te zijn. Met dat water kan het zaadje dat ze hebben, groeien. Het resultaat is verbluffend. Er ontstaan een struik waarvan de blaadjes een enorme kracht hebben. Het sap dat eruit komt zou er namelijk voor zorgen dat mensen nooit meer ruzie maken. Jommeke en zijn vrienden grijpen deze kans om het sap te verspreiden in de wijn van de regeringsleiders met als resultaat dat de vrede eeuwig in stand kan gehouden worden.